# Лежандр, Адриен Мари
Адрие́н Мари́ Лежа́ндр, фр. Adrien-Marie Legendre (18 сентября 1752, Париж — 9 января 1833, там же) — французский математик.

## Биография
Лежандр окончил Коллеж Мазарини, с 1775 года — преподаватель Военной школы в Париже.
Член Парижской Академии наук (с 1783 года).
В годы Французской революции Лежандр, вместе с Лагранжем и Лапласом, активно участвовал в Комиссии по введению метрической системы, в частности, в измерении длины одного градуса между Дюнкерком и Барселоной для установления эталона метра.
1795: профессор Нормальной школы.
1799: заменил на посту экзаменатора Политехнической школы Лапласа, с которым он вместе преподавал ранее в Военной школе.
1816: профессор Политехнической школы.
Из-за какой-то бюрократической ошибки пенсия Лежандра была отменена в 1824 году, и остаток своих дней он прожил в нужде.
Скончался Лежандр в Париже 9 января 1833 года.

## Научная деятельность
В 1798 году выходит в свет «Опыт теории чисел» — фундаментальный труд, итог арифметических достижений XVIII века. Книга выдержала три переиздания ещё при жизни Лежандра.
Многие доказательства в книге были нестрогими или даже отсутствовали вовсе.
В этом труде Лежандр доказал (не вполне строго) квадратичный закон взаимности, высказанный ранее Эйлером, причём придал ему современную формулировку, и предложил «символы Лежандра».
Пробелы в доказательстве позже заполнил Гаусс.
Изложена полная теория непрерывных дробей и их применений для решения диофантовых уравнений.
В то время, до Чебышёва, вопросы распределения простых чисел решались экспериментально, путём наблюдений и не всегда обоснованных предположений.
Таким образом французский математик Лежандр установил, что в пределах первого миллиона число простых чисел, меньших x, приблизительно равно:
{\displaystyle \pi (x)\approx {\frac {x}{\ln {x}-1,08366}}}
Данную асимптотическую формулу для функции распределения простых чисел Лежандр предложил во втором издании (без доказательства).
В последнем издании (1830) было также доказательство Великой теоремы Ферма для n = 5.
Лежандр обосновал и развил теорию геодезических измерений, продвинул сферическую тригонометрию.
В области математического анализа им введены так называемые многочлены Лежандра, преобразование Лежандра и исследованы эйлеровы интегралы I и II рода.
Лежандр доказал приводимость эллиптических интегралов к каноническим формам, нашёл их разложения в ряды, составил таблицы их значений.
В вариационном исчислении Лежандр установил признак существования экстремума.
Для среднего образования выдающееся значение имел его превосходный учебник «Éléments de géométrie» («Начала геометрии», 1794), выдержавший несколько изданий при его жизни, множество переводов и, сверх того, посмертные переработки другими авторами. Достоинства этого учебника не испортили даже безуспешные попытки автора доказать в этой книге пятый постулат Евклида. В разных изданиях книги Лежандр дал целых три доказательства V постулата, все они оказались ошибочными.
Лежандра преследовал какой-то злой рок — стоило ему сделать выдающееся открытие, как тут же оказывалось, что другой математик сделал то же самое немного раньше. Даже те его открытия, приоритет которых никто не оспаривал, часто в самом скором времени перекрывались чужими, более общими результатами.
Например, по поводу авторства метода наименьших квадратов, которым Лежандр особенно гордился, он имел приоритетный спор с Гауссом, который открыл этот метод независимо и раньше Лежандра (1795), но опубликовал позже.
Многолетние труды Лежандра по эллиптическим функциям были во многом обесценены после появления классических работ Абеля и Якоби.

## Признание и память
- Имя Лежандра внесено в список величайших учёных Франции, помещённый на первом этаже Эйфелевой башни;
- Лежандр — лунный кратер названный в честь Лежандра;
- Его именем названы несколько математических теорем и понятий, в частности:
  - Гипотеза Лежандра
  - Многочлены Лежандра
  - Преобразование Лежандра
  - Символ Лежандра
  - Теорема Лежандра
  - Хи-функция Лежандра